# Axel Ruoff (Autor)
Axel Ruoff (* 23. August 1971 in München) ist ein deutscher Schriftsteller.

## Leben
Axel Ruoff studierte Neuere Deutsche Literatur, Komparatistik, Philosophie und Kunstgeschichte an der Freien Universität Berlin und an der Université de Provence Aix-Marseille I. Nach dem Studium lebte er acht Jahre in Marseille und war als Dozent für Deutsch-als-Fremdsprache tätig, nach seiner Rückkehr nach Deutschland beim Goethe-Institut in Berlin. Seit 2017 arbeitet er als freier Lektor.
Sein erster Roman Apatit war 2016 für den Rauriser Literaturpreis nominiert und wurde 2018 mit dem Literaturpreis der A und A Kulturstiftung ausgezeichnet (Laudatio: Uwe Schütte Lesung: Dominik Bender und Anne Tismer; Musik: Greg Cohen). Ruoffs Anthologie des Arabesken mit einem einleitenden Essay über arabeskes Schreiben erschien als Festschrift zum letzten 20. Poetenfest auf Burg Raabs und zum 30. Jubiläum des von Richard Pils gegründeten Verlags Bibliothek der Provinz, dessen Veranstaltungen Ruoff regelmäßig moderiert.
2021 erschien sein zweiter Roman Irrblock, über den Alexander Kluge sagt: Irrblock ist ein in vielerlei Hinsicht beeindruckendes Buch: Axel Ruoff hat einen Roman geschrieben, der in einer elementaren Sprache ein literarisches Zeugnis ablegt davon, wie sich Eigensinn und Befreiungswille gegen die Widrigkeiten der Historie zu behaupten versuchen.
In seinen Essays beschäftigt sich Ruoff auch mit bildender Kunst und Film, etwa Mike Kelley, Florentina Pakosta, Valérie Favre und Jacques Tati.
Ruoff ist auch als Filmemacher tätig.

## Veröffentlichungen (Auswahl)
- APATIT. Roman. Verlag Bibliothek der Provinz, Weitra 2015, ISBN 978-3-99028-418-6.
- Schlangen Schauen. Anthologie des Arabesken, Verlag Bibliothek der Provinz, Weitra 2016, ISBN 978-3-99028-610-4.
- IRRBLOCK. Roman. Verlag Bibliothek der Provinz, Weitra 2021, ISBN 978-3-99028-979-2.
- Valérie Favre und Axel Ruoff: Malerei. Ein Gespräch. Verlag Hatje Cantz, Berlin 2024, ISBN 978-3-7757-5625-9.

## Preise und Auszeichnungen
- 2016: Rauriser Literaturpreis (Nominierung)
- 2018: Literaturpreis der A und A Kulturstiftung für Apatit
- 2020: DAAD Writer in Residence, Aston University Birmingham